# Die keusche Susanne (1926)
Die keusche Susanne ist eine deutsche Stummfilmkomödie aus dem Jahre 1926. Unter der Regie von Richard Eichberg spielt hier das populärste deutsche Filmliebespaar der Vorkriegszeit, Willy Fritsch und Lilian Harvey erstmals zusammen.

## Handlung
Susanne Pomarel, Tochter eines Landarztes, führt ein wahres Doppelleben: Während sie in ihrer Heimat, einer kleinen Provinzstadt, die durch und durch tugendsame, junge und gesittete Mademoiselle gibt, die für ihre vorgebliche Keuschheit sogar mit einer Medaille ausgezeichnet wurde, lässt sie, sobald sie fort ist, in der Großstadt regelmäßig alle daheim so gepriesenen „Tugenden“ fahren. Kaum in Paris angekommen, beginnt Susanne ein wildes Nachtleben, tanzt auf dem Tisch und vergnügt sich in so manchem Etablissement, über das man in der Provinz nur die Nase rümpfen würde. Aus dem braven, sittsamen Landei wird dann eine femme fatale: mondän, verführerisch und verrucht. Als Susanne eines Tages in der französischen Hauptstadt den schmucken Kavalier René Boislurette kennenlernt, ist es um sie geschehen.
Genug mit den Kerlen gespielt, findet sie, und zeigt ernsthaftes Interesse an dem schicken Bonhomme. Doch René wiederum hat sich seinerseits in ein anderes junges Mädchen verliebt. Die heißt Jacqueline des Aubrais und ist, wie man so sagt, aus sehr gutem Hause. Bei dem Kampf der beiden Frauen um den begehrten René kommt es zu einigem Hin und Her, bei dem Susanne durch ihr „sündiges“ Verhalten auch noch unverhoffter Weise die Verlobung Renés mit Jacqueline ruiniert. Doch nach diversen Verwicklungen, an denen selbsternannte Moralisten nicht ganz unschuldig sind, und der „Bearbeitung“ von Jacquelines zunächst unwilliger Familie, die – vor allem ihr gestrenger Vater, der Herr Baron des Aubrais – noch überzeugt werden muss, dass René weder ein Mitgiftjäger noch ein Luftikus ist, finden sich die beiden Liebenden zum großen Finale im Moulin Rouge.

## Produktionsnotizen
Die Dreharbeiten zu Die keusche Susanne begannen am 1. Juli 1926 im Jofa-Atelier in Berlin-Johannisthal und endeten im darauf folgenden Monat. Der Sechsakter mit einer Länge von 2439 Metern passierte die Zensur am 6. September 1926, wurde für die Jugend verboten und am 11. November 1926 im Ufa-Palast am Zoo uraufgeführt.
Die Filmbauten entwarf Jacques Rotmil, die Kostüme Joe Strassner.

## Wissenswertes
In diesem Film erfolgte die erste gemeinsame Besetzung Willy Fritschs und Lilian Harveys. Dieses Duo sollte bis Frau am Steuer im Frühjahr 1939 in einer Fülle von weiteren Filmromanzen ein Liebespaar verkörpern. Fritsch-Harvey-Filme sollten in den kommenden 13 Jahren, vor allem aber in der frühen Tonfilmzeit (u. a. Die Drei von der Tankstelle, Der Kongreß tanzt, Ein blonder Traum, Glückskinder), zu den größten Kassenerfolgen der deutschen Kinogeschichte zählen.
Richard Eichberg hat sich selbst einmal zu den Beweggründen, weshalb er diesen Operettenstoff verfilmte, wie folgt geäußert:
„Die keusche Susanne ist eine alte Liebe von mir. Während meines Aufenthaltes in Südamerika wurde die Gilbert’sche Operette natürlich auch drüben gespielt. Welche Begeisterung dieses Meisterstück heiterer Kunst bei seinem Erscheinen jenseits des großen Teiches erregte, beweist am besten die Tatsache, daß die Südamerikaner seinerzeit Gelegenheit hatten, die Operette nicht nur in deutscher oder spanischer, sondern auch in französischer, englischer oder italienischer Sprache zu hören. Ich habe von jeher betont, daß es notwendig ist, dem deutschen Film einen möglichst großen Auslandseinsatz zu verschaffen. Gilt es doch nicht nur die materiellen Grundlagen der deutschen Filmindustrie zu befestigen, sondern auch in ideeller Hinsicht das Ausland für unsere Produktion zu interessieren. Kaum ein Stoff konnte mir daher als Vorwurf für ein Filmlustspiel gegebener erscheinen als „Die keusche Susanne“, welche in allen Sprachen über alle Bühnen der Welt gegangen ist. Gestalten wie der Vater und der Sohn, die zusammen auf den Bummel gehen, sind international. War es daher verwunderlich, wenn ich mit Gilbert rief: „Susann! Susann! Du hast’s mir angetan.“ Sehen Sie, darum habe ich sie verfilmt.“

## Kritiken
„Dagegen ist nichts zu sagen: wenn man überhaupt Operetten verfilmen soll, so kann man sie nicht anders, nicht besser inszenieren, als es Richard Eichberg tut. (…) Es kommt also nur auf eines an: ob so eine Operette Lebensfreude verbreitet. Andere "Werte" gibt es hier nicht. (…) Richard Eichberg weiß, was eine Operette ist; er ist ein ausgezeichneter Operettenregisseur. Er macht alles, was ihm einfällt, und eine ganze Masse, was ihm nicht einfällt; Ben Akiba hat sicherlich mal irgendwo einen Eichberg-Film gesehen, bevor er ein Philosoph wurde. Aber er macht es mit einer unverwüstlichen guten Laune. Kennen Sie den Zustand, wenn man sehr gut gegessen hat, einen sehr guten Wein getrunken hat und jetzt, nachher, eine Havanna raucht – ein Zustand, wo der andere den größten Kohl reden kann und man findet es doch nett, lustig, anregend? Das ist der Zustand "Richard Eichberg". Kurz, er kann Operetten inszenieren. … Gott segne Sie, Richard Eichberg, machen Sie weiter ihr Pi-pa-po. Sie machen die Menschen glücklich damit. Sie haben mir zwei sorg- und gedankenlose Stunden bereitet.“

Paimann’s Filmlisten resümierte: „Vorerst: dieser Film ist in allen Rollen hervorragend besetzt, modern und durchgehends sauber gearbeitet und verfügt über eine sehr amüsante Titelsprache. Das Sujet ist entsprechend seinem Vorwurfe etwas bühnenmäßig orientiert, aber reich an Situationskomik, flott in der Regie und recht sauber in Aufmachung und Photographie.“